# Ingobert (bisbe d'Urgell)
|  | Per a altres significats, vegeu «Ingobert». |

Ingobert fou bisbe d'Urgell mencionat primerencament per Villanueva en data del 885 per motiu de no poder assistir a Narbona a l'entronització de l'arquebisbe Teodard, successor de Sigebod per raó d'una greu malaltia. Aprofitant l'avinentesa un clergue espanyol anomenat Esclua, usurpà el títol de bisbe d'Urgell amb el favor del Comte d'Empúries Sunyer. Esclua també s'abrogà les funcions del metropolità narbonès posant a la seu de Girona Ermemir, estant aquesta seu vacant per la mort de Teuter i menystenint l'elecció de Servus Dei feta per l'arquebisbe. Fou ajudat en aquesta empresa els bisbes Frodoí de Barcelona i Gotmar de Vic. Queixant-se els titulars legítims d'aquestes seus, foren condemnats els dos intrusos Esclua i Ermemir, primer pel papa Esteve VI i pels concilis successius de Sant Genís de Fontanes, a Porto i el d'Urgell de l'any 892 foren degradats trencant-se els seus bàculs i desposseïts de les seves robes i anells.
El 9 de gener del 890 consagrà Ingobert l'església de Sant Climent a la vila d’Ardocale (Ardòvol?); i el dia 29 d'octubre d'aquell mateix any signà l'escriptura de dedicació de l'església de Sant Andreu de Baltarga. El 893 consagrà també l'església de Santa Maria de Merlès al Comtat de Berga.
Fou escollit bisbe entre 883 i 885, aquesta segona; 885, fou la primera data on és mencionat. No se sap quan morí i, per tant, no se sap quan deixa de ser bisbe, però fou entre 893 i 899, ja que l'any 893 fou la data en què Ingobert consagrà la seva darrera església i 899 fou la data en què Nantigís consagrà la seva primera església.